# Ternay (Vienne)
Ternay – miejscowość i gmina we Francji, w regionie Nowa Akwitania, w departamencie Vienne.
Według danych na rok 1990 gminę zamieszkiwały 183 osoby, a gęstość zaludnienia wynosiła 18 osób/km² (wśród 1467 gmin regionu Poitou-Charentes, Ternay plasuje się na 812. miejscu pod względem liczby ludności, natomiast pod względem powierzchni na miejscu 821.).